# Ophioneurus xanthurus
Ophioneurus xanthurus är en stekelart som beskrevs av Maksymilian Nowicki 1940. Ophioneurus xanthurus ingår i släktet Ophioneurus och familjen hårstrimsteklar.
Artens utbredningsområde är Polen. Inga underarter finns listade i Catalogue of Life.